# Dechloran 602
Dechloran 602 (Abkürzung Dec 602) ist eine chemische Verbindung, die als Flammschutzmittel verwendet wird. Es ist strukturell mit Chlorden Plus, Dechloran Plus, Dechloran 603 und Dechloran 604 verwandt.

## Gewinnung und Darstellung
Dechloran 602 kann aus Hexachlorcyclopentadien dargestellt werden.

## Verwendung
Dechloran 602 und weitere strukturverwandte Stoffe wurden als Ersatz für Mirex (auch Dechloran genannt) als Flammschutzmittel eingesetzt.

## Umweltrelevanz
Dechloran 602 wurde in Sedimentproben der Great Lakes gefunden. Im Untersuchungszeitraum von 1985 bis 2016 wurden diverse biologische Matrices aus der Umweltprobenbank des Bundes auf Dechloran 602 hin untersucht.